# The Critic (Kurzfilm)
The Critic ist ein US-amerikanischer animierter Kurzfilm von Ernest Pintoff aus dem Jahr 1963.

## Handlung
Zu Cembalomusik sind verschiedene geometrische Figuren zu sehen, die sich neu ordnen, miteinander verschmelzen, Muster bilden und durch neue Figuren ersetzt werden. Manche sind gegenständlich, manche jedoch nicht identifizierbar.
Ein älterer Herr kommentiert das Gezeigte. Er beschwert sich, dass er zwei Dollar Eintritt bezahlt hat, um diesen merkwürdigen Film zu sehen, und versucht, die Figuren ihm bekannten Dingen zuzuordnen. In manchen Gegenständen vermutet er Lippen, in anderen Kakerlaken, in wieder anderen Vorgängen „Sex zwischen Dingen“, der nicht offen gezeigt werden kann, da man dafür ins Gefängnis käme. Immer wieder merkt er an, dass das Gezeigte einfach nur Müll sei – mehrfach fordern ihn andere Zuschauer auf, still zu sein – und schließt mit der Feststellung, dass dies, auch wenn er wenig von der Psychoanalyse verstehe, ein schmuddeliger Film sei („I’d say, this is a dirty picture“).

## Produktion
Die Idee zum Film stammte von Mel Brooks, der auch den Kritiker spricht. Es war der erste Kinofilm, an dem Mel Brooks mitwirkte.
Die abstrakte Animation des Films stammt von Bob Heath.

## Auszeichnungen
The Critic gewann 1964 den Oscar in der Kategorie „Bester animierter Kurzfilm“.
Im Jahr 1964 wurde The Critic zudem mit einem British Film Academy Award als bester animierter Film ausgezeichnet.